# Keiynan Lonsdale
Keiynan Lonsdale (Sydney, 19 dicembre 1991) è un attore, cantante e ballerino australiano.
È conosciuto principalmente per aver preso parte al film The Divergent Series: Insurgent, per l'interpretazione di Wally West in The Flash e per la parte di Abraham Greenfeld in Tuo, Simon.

## Biografia
Lonsdale è nato a Sydney, in Australia.
Suo padre è nigeriano, più precisamente proviene da una popolazione di origine Edo, mentre la madre è australiana.
Ha in tutto 11 fratellastri: dalla parte della madre risulta essere il più giovane di sei figli (tre maschi e tre femmine), mentre il padre ha avuto invece, compreso lui, ben sette figli.
Lonsdale ha conosciuto il padre quando compì 10 anni.

## Carriera
Nel 2007 ha ottenuto il suo primo ruolo da attore nel film Razzle Dazzle: A Journey into Dance. Ha conquistato la notorietà nel 2012, grazie alla serie televisiva australiana Dance Academy, in cui ha interpretato il ruolo di Ollie Lloyd fino all'anno successivo.
Nel 2014 ha pubblicato il suo primo singolo su iTunes dal titolo One and Only. Nell'anno successivo ha ottenuto il ruolo di Uriah Pedrad nel film sci-fi The Divergent Series: Insurgent, secondo capitolo cinematografico della saga di Veronica Roth Divergent, con protagonisti Shailene Woodley e Theo James. Dallo stesso anno ha iniziato ad interpretare il ruolo di Wally West nella seconda stagione della serie televisiva The Flash. Inizialmente si è presentato al provino per il ruolo di Jefferson "Jax" Jackson nello spin-off Legends of Tomorrow; tuttavia, essendo le serie collegate, i produttori lo hanno invece voluto come interprete di Wally West in The Flash.

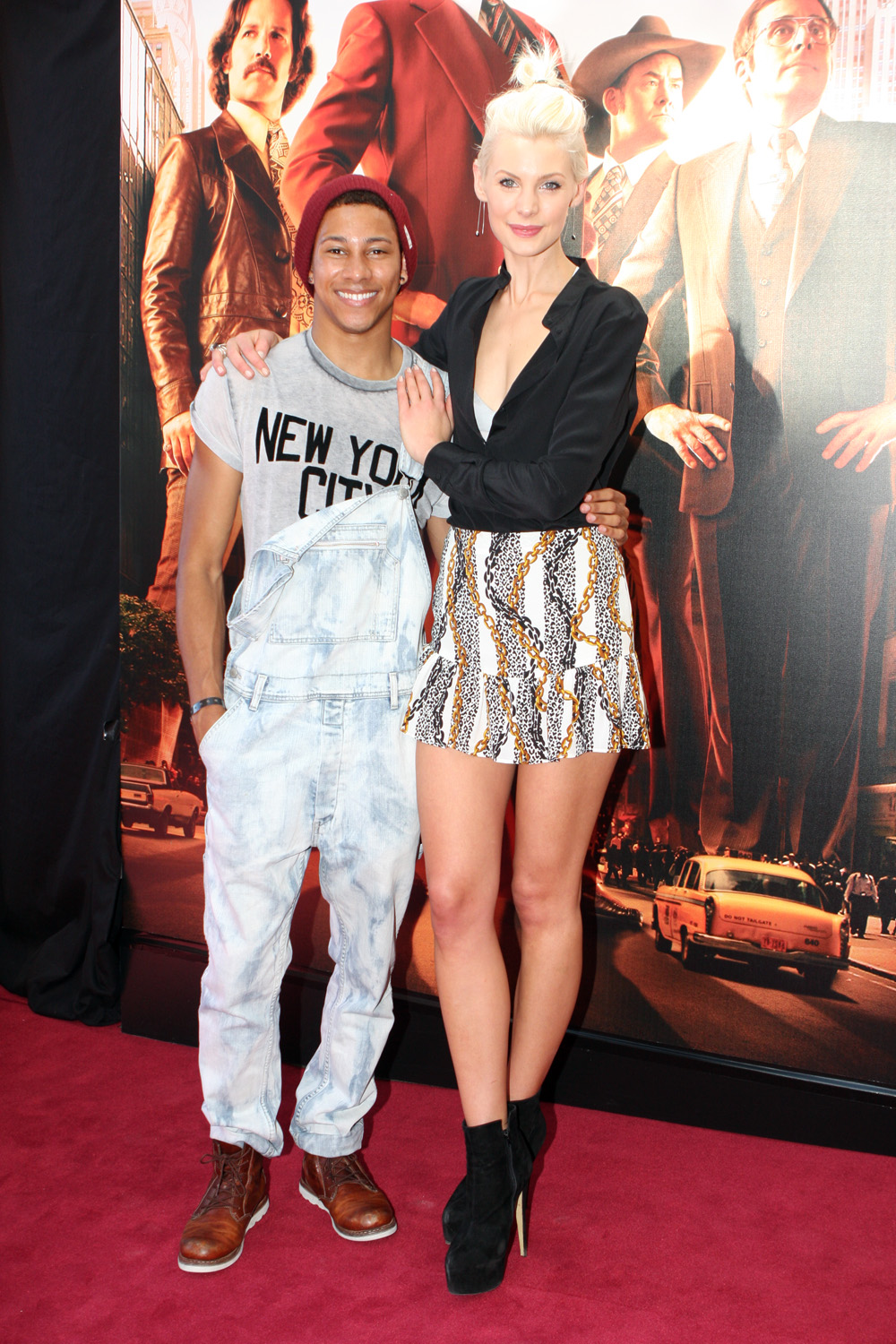
Lonsdale e Kate Peck alla première in Australia del film Anchorman 2 - Fotti la notizia nel 2013

Nel 2016 è apparso nel film drammatico L'ultima tempesta, in cui ha recitato al fianco di Chris Pine, Casey Affleck e Been Foster. Nello stesso anno ha ripreso il ruolo di Uriah in The Divergent Series: Allegiant, terzo capitolo cinematografico della saga di Divergent.
Nel 2018 ottiene un ruolo all’interno del film Tuo, Simon, commedia romantica incentrata sul coming out di un liceale americano omosessuale. Lonsdale ha detto che il ruolo lo ha aiutato a fare i conti con la propria sessualità. Il film ha ricevuto recensioni positive dalla critica ed è stato dichiarato storicamente significativo, in quanto è il primo film mai prodotto da un importante studio a concentrarsi su una storia d'amore omosessuale.
Nel 2019, Lonsdale ha recitato nel videoclip della canzone di Camila Cabello Liar.
Lonsdale è anche attivo nell'ambito musicale: infatti ha pubblicato diversi singoli, tra cui Higher (2015), Good Life (2017), Kiss the Boy (2018), Preach (2018) e Rainbow Dragon (2019). Ha pubblicato il suo primo album in studio, intitolato Kiss the Boy, nel 2020, mentre l'8 dicembre 2023 ha fatto uscire il mixtape Heart Defence Mixtape.

## Vita privata
A maggio 2017 ha fatto coming out come queer attraverso il social network Instagram.

## Filmografia

### Cinema
- Razzle Dazzle: A Journey Into Dance (2007)
- The Divergent Series: Insurgent, regia di Robert Schwentke (2015)
- L'ultima tempesta, regia di Craig Gillespie (2016)
- The Divergent Series: Allegiant, regia di Robert Schwentke (2016)
- Like.Share.Follow. (2017)
- Tuo, Simon (Love, Simon), regia di Greg Berlanti (2018)
- Work It, regia di Laura Terruso (2020)
- My Fake Boyfriend, regia di Rose Troche (2022)

### Televisione
- All Saints - serie TV, episodio 11x24 (2008)
- Dance Academy - serie TV, 39 episodi (2012-2013)
- The Flash - serie TV, 110 episodi (2015-2023)
- Legends of Tomorrow - serie TV, 19 episodi (2017-2018)
- Supergirl - serie TV, episodio 3x08 (2017)
- Dance Academy - Il ritorno  - film TV, regia di Jeffrey Walker (2017)
- The Annual AiF Awards - miniserie TV (2017)
- 30th Annual GLAAD Media Awards Los Angeles - film TV (2019)
- Love, Victor - serie TV, episodio 1x08 (2020)

## Riconoscimenti
- MTV Movie & TV Awards[11]
  - 2018 – Miglior bacio per Tuo, Simon (condiviso con Nick Robinson)
- Teen Choice Awards[12]
  - 2018 – Candidatura per l'Attore preferito dal pubblico per Tuo, Simon (condiviso con Nick Robinson)

- GLAAD Media Awards[13]
  - 2021 – Candidatura per il miglior attore emergente per Rainbow Boy

## Doppiatori italiani
Nelle versioni in italiano nelle opere in cui ha recitato, Keiynan Lonsdale è stato doppiato da:
- Manuel Meli in The Flash, Supergirl, Legends of Tomorrow, Like.Share.Follow., Work It
- Stefano Broccoletti in The Divergent Series: Insurgent, The Divergent Series: Allegiant, Tuo, Simon
- Flavio Aquilone in L'ultima tempesta